# Wolverine Records
Wolverine Records ist ein deutsches Independent-Label für Punk- und Ska-Musik. Das Label wurde 1992 von Sascha Wolff gegründet. Bisher wurden um die 220 Titel veröffentlicht.
Wolverine Records hatte in der Vergangenheit bereits Künstler wie Across the Border, Ahead to the Sea, Anarchist Academy, beNUTS, Big John Bates, Bluekilla, Bonsai Kitten, Dem Brooklyn Bums, Dino Martinis, Gob Squad, Hammerhai, Kitty in a Casket, Los Cinco Felices Cuatro, Mike Zero, N.O.E., Night Nurse, Popzillas, Psychotic Youth, Ripmen, Sewer Rats, Sloppy Seconds, The Spookshow, Yeti Girls und ZSK unter Vertrag. 2002 hatte die argentinische Rockband Attaque 77 ihr Album Caña! über Wolverine Records veröffentlicht.
Wolverine Records arbeitet mit Distributoren wie Interpunk und Soulfood zusammen.
Für Neoswing-Musik wurde das Sublabel Frankie Boy Records gegründet, über welches Künstler wie Hipster Daddy-O und Pinkspots mit eigenen Veröffentlichungen vertreten sind. Auf Compilations wie Swing's Not Dead oder Swingabilly Chartbusters sind auch internationale Nicht-Labelbands wie Wolfgang Parker, Budzillus, Neon Swing X-Perience, Billy Rubin Trio, Louise Gold & Die Herren Quarz, Taggy Tones uva. vertreten. Das Konzept des Swingabilly Chartbusters Samplers, mit Swing-Coverversionen bekannter Chartsongs ähnelt jenem von Punk Chartbusters.
Weltweit bekannt wurde das Label vor allem durch die Sampler-Reihe „Punk Chartbusters“.